# Герои Социалистического Труда Пензенской области
В настоящий список включены:

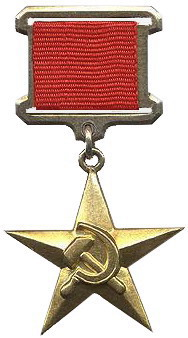
Золотая медаль «Серп и Молот»

- Герои Социалистического Труда, на момент присвоения звания проживавшие на территории Пензенской области, — 93 человека;
- уроженцы Пензенской области, удостоенные звания Героя Социалистического Труда в других регионах СССР, — 120 человек;
- Герои Социалистического Труда, прибывшие в Пензенскую область на постоянное проживание из других регионов СССР, — 5 человек.

Вторая и третья части списка могут быть неполными из-за отсутствия данных о месте рождения и смерти ряда Героев.
В таблицах отображены фамилия, имя и отчество Героев, должность и место работы на момент присвоения звания, дата Указа Президиума Верховного Совета СССР, отрасль народного хозяйства, место рождения/проживания, а также ссылка на биографическую статью на сайте «Герои страны». Формат таблиц предусматривает возможность сортировки по указанным параметрам путём нажатия на стрелку в нужной графе.

## История
Первыми в Пензенской области звания Героя Социалистического Труда были удостоены передовики сельскохозяйственного производства И. М. Головяшкин, А. И. Суконников и П. В. Шабаев. Высшая степень отличия была присвоена им Указом Президиума Верховного Совета СССР от 2 апреля 1948 года за высокие урожаи ржи в 1947 году.
Подавляющее большинство Героев Социалистического Труда в области приходится на работников сельского хозяйства — 63 человека; машиностроение — 6; приборостроение — 5; строительство — 4; оборонная, электронная промышленность, транспорт — по 3; лёгкая промышленность — 2; атомная промышленность, радиопромышленность, здравоохранение, государственное управление — по 1.

## Лица, удостоенные звания Героя Социалистического Труда в Пензенской области
| №  | Фамилия, имя, отчество                  | Даты жизни              | Деятельность | Дата присвоения | Отрасль         | Место рождения         | ГС        |
| -- | --------------------------------------- | ----------------------- | --- | --------------- | --------------- | ---------------------- | --------- |
| 1  | Абрашина (Гаврилова) Надежда Васильевна | 21.02.1938 — 19.02.2018 | Раскройщица Кузнецкой обувной фабрики Министерства лёгкой промышленности РСФСР, Пензенская область                                                                                                | 09.06.1966      | легпром         | Кузнецкий район        | [ ГС 1 ]  |
| 2  | Агапова Прасковья Петровна              | 10.10.1917 — 25.10.2006 | Свинарка совхоза «Беднодемьяновский» Беднодемьяновского района Пензенской области | 22.03.1966      | сельхоз         | Спасский район         | [ ГС 2 ]  |
| 3  | Айдарова Наталья Михайловна             | род. 24.04.1932         | Свинарка совхоза «Титовский» Пачелмского района Пензенской области | 22.03.1966      | сельхоз         | Мокшанский район       | [ ГС 3 ]  |
| 4  | Ананьин Егор Фёдорович                  | 24.04.1924 — 10.02.1989 | Бригадир штукатуров управления «Отделстрой» треста «Жилстрой», гор. Пенза | 11.08.1966      | строительство   | Городищенский район    | [ ГС 4 ]  |
| 5  | Анашкина Прасковья Михайловна           | 1916—2004               | Звеньевая Сталинского свеклосовхоза Министерства пищевой промышленности СССР, Соседский район Пензенской области                                                                                  | 18.05.1948      | сельхоз         | Земетчинский район     | [ ГС 5 ]  |
| 6  | Башкирцева Александра Дмитриевна        | 1911—1969               | Звеньевая Земетчинского свеклосовхоза Министерства пищевой промышленности СССР, Земетчинский район Пензенской области                                                                             | 18.05.1948      | сельхоз         | Земетчинский район     | [ ГС 6 ]  |
| 7  | Белкин Абель Зельманович                | 06.06.1886 — 09.04.1965 | Старший агроном Земетчинского свеклосовхоза Министерства пищевой промышленности СССР, Земетчинский район Пензенской области                                                                       | 18.05.1948      | сельхоз         | *Полтавская область    | [ ГС 7 ]  |
| 8  | Бельдёнков Виктор Андреевич             | 25.04.1931 — 27.04.1986 | Директор совхоза «Панкратовский» Пензенского района Пензенской области | 08.04.1971      | сельхоз         | Земетчинский район     | [ ГС 8 ]  |
| 9  | Белякова Валентина Леонтьевна           | 08.02.1925 — 20.01.1973 | Фрезеровщица завода «Белинсксельмаш» Министерства тракторного и сельскохозяйственного машиностроения СССР, Пензенская область                                                                     | 05.04.1971      | машиностроение  | Каменский район        | [ ГС 9 ]  |
| 10 | Бобров Михаил Кузьмич                   | 02.12.1924 — 09.12.1986 | Председатель колхоза «Вперёд к коммунизму» Лунинского района Пензенской области | 07.12.1973      | сельхоз         | Лунинский район        | [ ГС 10 ] |
| 11 | Борисова Анна Фёдоровна                 | 31.01.1926 — 05.10.1990 | Бригадир совхоза «Нечаевский» Мокшанского района Пензенской области | 22.03.1966      | сельхоз         | Каменский район        | [ ГС 11 ] |
| 12 | Бородина Прасковья Ивановна             | 07.11.1904 — 22.04.2002 | Звеньевая семеноводческого колхоза «Доброволец» Лунинского района Пензенской области | 27.06.1950      | сельхоз         | Лунинский район        | [ ГС 12 ] |
| 13 | Бочкарёв Виктор Константинович          | 21.05.1924 — 07.05.1987 | Бригадир колхоза «Вперёд к коммунизму» Лунинского района Пензенской области | 19.04.1967      | сельхоз         | Лунинский район        | [ ГС 13 ] |
| 14 | Булгаков Николай Сергеевич              | род. 01.06.1928         | Бригадир каменщиков Нижнеломовской межколхозной строительной организации, Пензенская область | 08.04.1971      | строительство   | Нижнеломовский район   | [ ГС 14 ] |
| 15 | Булычева Евдокия Трофимовна             | 13.04.1918 — 03.03.1980 | Звеньевая Земетчинского свеклосовхоза Министерства пищевой промышленности СССР, Земетчинский район Пензенской области                                                                             | 18.05.1948      | сельхоз         | Земетчинский район     | [ ГС 15 ] |
| 16 | Васильев Анатолий Фёдорович             | 17.09.1936 — 26.03.2024 | Наладчик станков Пензенского производственного объединения «Электромеханика» Министерства приборостроения, средств автоматизации и систем управления СССР                                         | 31.03.1981      | приборостроение | *Тамбовская область    | [ ГС 16 ] |
| 17 | Васюнина Софья Васильевна               | 22.11.1921 — 06.06.2015 | Звеньевая Сталинского свеклосовхоза Министерства пищевой промышленности СССР, Соседский район Пензенской области                                                                                  | 18.05.1948      | сельхоз         | Земетчинский район     | [ ГС 17 ] |
| 18 | Ведерников Яков Яковлевич               | 10.10.1923 — 1991       | Управляющий отделением совхоза «Поимский» Белинского района Пензенской области | 23.06.1966      | сельхоз         | Белинский район        | [ ГС 18 ] |
| 19 | Верстаков Владимир Иванович             | 28.02.1922 — 20.02.2005 | Машинист экскаватора Пачелмского завода железобетонных изделий треста «Пензасельстрой» Министерства сельского строительства РСФСР, Пензенская область                                             | 07.05.1971      | строительство   | Пачелмский район       | [ ГС 19 ] |
| 20 | Вишневский Анатолий Николаевич          | 15.03.1915 — 04.03.1968 | Старший машинист локомотивного депо Пенза Куйбышевской железной дороги, Пензенская область | 01.08.1959      | транспорт       | *Ленинградская область | [ ГС 20 ] |
| 21 | Головяшкин Иван Маркелович              | 19.01.1897 — 23.03.1981 | Председатель колхоза «Путь Ленина» Чаадаевского района Пензенской области | 02.04.1948      | сельхоз         | Городищенский район    | [ ГС 21 ] |
| 22 | Гришняев Александр Иванович             | 17.09.1928 — 20.02.1987 | Слесарь-сборщик Пензенского приборостроительного завода Министерства среднего машиностроения СССР                                                                                                 | 26.04.1971      | атомпром        | Иссинский район        | [ ГС 22 ] |
| 23 | Гусев Александр Васильевич              | 13.11.1931 — 1993       | Токарь производственного объединения арматуростроения «Тяжпромарматура» Министерства химического и нефтяного машиностроения СССР, гор. Пенза                                                      | 03.01.1974      | машиностроение  | Иссинский район        | [ ГС 23 ] |
| 24 | Давыдов Иван Васильевич                 | 22.10.1922 — 26.11.1997 | Наладчик Пензенского научно-исследовательского института электронно-механических приборов Министерства электронной промышленности СССР                                                            | 26.04.1971      | электронпром    | Мокшанский район       | [ ГС 24 ] |
| 25 | Дадушкина Любовь Васильевна             | 09.07.1939 — 17.11.2014 | Звеньевая колхоза «Россия» Лунинского района Пензенской области | 30.04.1966      | сельхоз         | Лунинский район        | [ ГС 25 ] |
| 26 | Дудочкин Василий Иванович               | 01.01.1923 — 18.10.2012 | Комбайнёр совхоза «Тамалинский» Тамалинского района Пензенской области | 07.12.1973      | сельхоз         | Тамалинский район      | [ ГС 26 ] |
| 27 | Дымков Николай Петрович                 | 04.10.1929 — 30.05.1992 | Слесарь-инструментальщик Пензенского завода химического машиностроения Министерства химического и нефтяного машиностроения СССР                                                                   | 25.06.1966      | машиностроение  | Мокшанский район       | [ ГС 27 ] |
| 28 | Елаев Михаил Эммануилович               | 30.05.1916 — 24.10.1990 | Заведующий отделением областной больницы имени Н. Н. Бурденко, Пензенская область | 23.10.1978      | здравоохранение | Шемышейский район      | [ ГС 28 ] |
| 29 | Емелина (Баркина) Галина Михайловна     | 17.11.1929 — 18.10.2017 | Звеньевая семеноводческого колхоза «Доброволец» Лунинского района Пензенской области | 27.06.1950      | сельхоз         | Лунинский район        | [ ГС 29 ] |
| 30 | Ерёмин Василий Алексеевич               | 29.01.1912 — 19.03.1970 | Бригадир совхоза «Даниловский» Лопатинского района Пензенской области | 22.03.1966      | сельхоз         | Лопатинский район      | [ ГС 30 ] |
| 31 | Ёркин Иван Егорович                     | 10.05.1917 — 15.05.2004 | Комбайнёр совхоза «Земетчинский» Земетчинского района Пензенской области | 23.06.1966      | сельхоз         | Земетчинский район     | [ ГС 31 ] |
| 32 | Жбанчикова Анастасия Петровна           | 25.09.1920 — 05.01.1992 | Звеньевая Земетчинского свеклосовхоза Министерства пищевой промышленности СССР, Земетчинский район Пензенской области                                                                             | 18.05.1948      | сельхоз         | Земетчинский район     | [ ГС 32 ] |
| 33 | Жернаков Александр Андреевич            | 22.8.1918 — 05.07.2001  | Председатель колхоза имени XXII съезда КПСС Наровчатского района Пензенской области | 08.04.1971      | сельхоз         | *Пермский край         | [ ГС 33 ] |
| 34 | Земнухов Николай Степанович             | 01.08.1933 — 26.06.2006 | Звеньевой совхоза «Каменский» Каменского района Пензенской области | 07.12.1973      | сельхоз         | Каменский район        | [ ГС 34 ] |
| 35 | Иванова Анастасия Ивановна              | род. 19.09.1929         | Бригадир совхоза «Башмаковский» Башмаковского района Пензенской области | 22.03.1966      | сельхоз         | *Смоленская область    | [ ГС 35 ] |
| 36 | Иванова Валентина Ивановна              | род. 16.08.1932         | Швея-мотористка Пензенской швейной фабрики имени Клары Цеткин Министерства лёгкой промышленности РСФСР                                                                                            | 31.12.1973      | легпром         | Колышлейский район     | [ ГС 36 ] |
| 37 | Ильина Зинаида Даниловна                | 17.01.1936 — 24.03.2006 | Свинарка совхоза «Прогресс» Пензенского района Пензенской области | 08.04.1971      | сельхоз         | Пензенский район       | [ ГС 37 ] |
| 38 | Казаков Александр Владимирович          | 17.10.1925 — 04.04.2012 | Бригадир слесарей-сборщиков Пензенского компрессорного завода Министерства химического и нефтяного машиностроения СССР                                                                            | 25.06.1966      | машиностроение  | Пензенский район       | [ ГС 38 ] |
| 39 | Колемасова Анастасия Дмитриевна         | 23.11.1923 — 13.05.2012 | Звеньевая Земетчинского свеклосовхоза Министерства пищевой промышленности СССР, Земетчинский район Пензенской области                                                                             | 18.05.1948      | сельхоз         | Земетчинский район     | [ ГС 39 ] |
| 40 | Коломиец Фёдор Степанович               | 19.06.1910 — 23.04.1994 | Директор Земетчинского свеклосовхоза Министерства пищевой промышленности СССР, Земетчинский район Пензенской области                                                                              | 18.05.1948      | сельхоз         | *Киевская область      | [ ГС 40 ] |
| 41 | Колядо Владимир Наумович                | 22.05.1908 — 25.04.1987 | Директор Пензенского часового завода Министерства приборостроения, средств автоматизации и систем управления СССР                                                                                 | 20.04.1971      | приборостроение | *Смоленская область    | [ ГС 41 ] |
| 42 | Коробкова Елизавета Корнеевна           | 05.09.1908 — 13.04.1996 | Звеньевая семеноводческого колхоза «Доброволец» Лунинского района Пензенской области | 27.06.1950      | сельхоз         | Лунинский район        | [ ГС 42 ] |
| 43 | Коровин Павел Михайлович                | 06.1909 — 13.12.1992    | Бригадир комплексной бригады управления начальника работ № 206 строительного треста № 48 Пензенского совнархоза                                                                                   | 09.08.1958      | строительство   | Бессоновский район     | [ ГС 43 ] |
| 44 | Коротанова Зоя Никитична                | род. 26.10.1927         | Птичница государственного племенного завода «Пачелма» Пачелмского района Пензенской области | 08.04.1971      | сельхоз         | Нижнеломовский район   | [ ГС 44 ] |
| 45 | Крезов Евгений Владимирович             | 13.06.1935 — 19.06.2009 | Бригадир водителей автомобилей Каменского автотранспортного предприятия Министерства автомобильного транспорта РСФСР, Пензенская область                                                          | 02.04.1981      | транспорт       | Земетчинский район     | [ ГС 45 ] |
| 46 | Кузнецов Николай Андреевич              | 01.02.1929 — 22.10.2012 | Комбайнёр совхоза имени Махалина Кузнецкого района Пензенской области | 23.12.1976      | сельхоз         | Кузнецкий район        | [ ГС 46 ] |
| 47 | Куликова Мария Дмитриевна               | 06.08.1932 — 05.07.2007 | Доярка совхоза «Липлейский» Беднодемьяновского района Пензенской области | 08.04.1971      | сельхоз         | Спасский район         | [ ГС 47 ] |
| 48 | Курлыков Александр Николаевич           | род. 1930               | Звеньевой совхоза «Кандиевский» Башмаковского района Пензенской области | 07.12.1973      | сельхоз         | Башмаковский район     | [ ГС 48 ] |
| 49 | Лапин Василий Васильевич                | 27.02.1917 — 16.08.2001 | Рабочий Пензенского велосипедного завода имени М. В. Фрунзе Министерства машиностроения СССР | 29.03.1976      | оборонпром      | Пенза                  | [ ГС 49 ] |
| 50 | Лобач Елена Андреевна                   | 13.12.1932 — 27.07.2009 | Доярка совхоза «Панкратовский» Пензенского района Пензенской области | 06.09.1973      | сельхоз         | Каменский район        | [ ГС 50 ] |
| 51 | Лобов Александр Фёдорович               | 15.08.1903 — 15.08.1988 | Председатель колхоза «Победа» Белинского района Пензенской области | 23.06.1966      | сельхоз         | *Самарская область     | [ ГС 51 ] |
| 52 | Лобов Валентин Николаевич               | 06.04.1936 — 27.10.2002 | Слесарь Пензенского завода точной электромеханики Пензенского производственного объединения «Электромеханика» Министерства приборостроения, средств автоматизации и систем управления СССР        | 13.05.1977      | приборостроение | Пенза                  | [ ГС 52 ] |
| 53 | Лялин Гавриил Васильевич                | 28.03.1909 — 1975       | Бригадир полеводческой бригады Земетчинского свеклосовхоза Министерства пищевой промышленности СССР, Земетчинский район Пензенской области                                                        | 18.05.1948      | сельхоз         | Земетчинский район     | [ ГС 53 ] |
| 54 | Мамин Владимир Фёдорович                | 27.12.1925 — 11.02.2003 | Токарь-расточник Пензенского завода вычислительных электронных машин Министерства электронной промышленности СССР                                                                                 | 26.04.1971      | электронпром    | Пенза                  | [ ГС 54 ] |
| 55 | Морозов Михаил Сергеевич                | 27.05.1922 — 07.12.2004 | Звеньевой колхоза имени Кирова Колышлейского района Пензенской области | 30.04.1966      | сельхоз         | Колышлейский район     | [ ГС 55 ] |
| 56 | Мязитова Халифа Мусеевна                | 20.01.1918 — 20.07.2001 | Доярка колхоза «Искра» Сосновоборского района Пензенской области | 22.03.1966      | сельхоз         | Сосновоборский район   | [ ГС 56 ] |
| 57 | Новиков Георгий Григорьевич             | 18.01.1920 — 13.08.1990 | Алмазчик-шлифовщик Никольского завода «Красный гигант» Министерства оборонной промышленности СССР, Пензенская область                                                                             | 26.04.1971      | оборонпром      | Никольск               | [ ГС 57 ] |
| 58 | Овтов Александр Григорьевич             | 28.05.1930 — 14.08.2017 | Первый секретарь Каменского райкома КПСС, Пензенская область | 07.12.1973      | госуправление   | Малосердобинский район | [ ГС 58 ] |
| 59 | Онникова Екатерина Ивановна             | 16.11.1918 — ????       | Звеньевая Сталинского свеклосовхоза Министерства пищевой промышленности СССР, Соседский район Пензенской области                                                                                  | 18.05.1948      | сельхоз         | Земетчинский район     | [ ГС 59 ] |
| 60 | Павкина Лидия Ивановна                  | 03.01.1929 — 30.03.2016 | Рабочая совхоза «Вертуновский» Бековского района Пензенской области | 10.03.1976      | сельхоз         | Бековский район        | [ ГС 60 ] |
| 61 | Панкова Мария Алексеевна                | 19.12.1916 — 30.01.1979 | Звеньевая Земетчинского свеклосовхоза Министерства пищевой промышленности СССР, Земетчинский район Пензенской области                                                                             | 18.05.1948      | сельхоз         | Земетчинский район     | [ ГС 61 ] |
| 62 | Пенкин Александр Кузьмич                | 23.08.1933 — 1981       | Звеньевой механизированного звена совхоза «Вперёд» Башмаковского района Пензенской области | 31.12.1965      | сельхоз         | Башмаковский район     | [ ГС 62 ] |
| 63 | Пихтелёва Мария Михеевна                | 20.01.1924 — 09.05.2016 | Шлифовщица Велосипедного завода имени М. В. Фрунзе Министерства машиностроения СССР, гор. Пенза                                                                                                   | 26.04.1971      | оборонпром      | Кондольский район      | [ ГС 63 ] |
| 64 | Порскова Евдокия Васильевна             | 1930 — ????             | Управляющая отделением совхоза «Урицкий» Земетчинского района Пензенской области | 07.12.1973      | сельхоз         | Земетчинский район     | [ ГС 64 ] |
| 65 | Простова Прасковья Иосифовна            | 25.07.1920 — ????       | Звеньевая Земетчинского свеклосовхоза Министерства пищевой промышленности СССР, Земетчинский район Пензенской области                                                                             | 18.05.1948      | сельхоз         | Земетчинский район     | [ ГС 65 ] |
| 66 | Радаева Анна Андреевна                  | 15.02.1922 — 16.03.1992 | Бригадир колхоза «Путь к коммунизму» Кузнецкого района Пензенской области | 07.12.1973      | сельхоз         | Кузнецкий район        | [ ГС 66 ] |
| 67 | Рыжов Александр Николаевич              | 08.04.1924 — 20.11.1986 | Бригадир слесарей-сборщиков завода «Пензхиммаш» Пензенского совнархоза | 17.06.1961      | машиностроение  | Лунинский район        | [ ГС 67 ] |
| 68 | Саксеева Наталья Никифоровна            | 12.08.1914 — 22.08.2000 | Бригадир полеводческой бригады Земетчинского свеклосовхоза Министерства пищевой промышленности СССР, Земетчинский район Пензенской области                                                        | 18.05.1948      | сельхоз         | Вадинский район        | [ ГС 68 ] |
| 69 | Седов Юрий Владимирович                 | 05.08.1927 — 16.10.1999 | Токарь Пензенского машиностроительного завода Министерства машиностроения для лёгкой и пищевой промышленности и бытовых приборов СССР                                                             | 20.04.1971      | машиностроение  | Пенза                  | [ ГС 69 ] |
| 70 | Серёдкин Филипп Васильевич              | 11.11.1915 — 11.09.2000 | Бригадир совхоза «Ленинский» Каменского района Пензенской области | 23.06.1966      | сельхоз         | Каменский район        | [ ГС 70 ] |
| 71 | Сибряева Мария Петровна                 | 02.04.1916 — 04.11.1961 | Бригадир семеноводческого колхоза «Доброволец» Лунинского района Пензенской области | 27.06.1950      | сельхоз         | Лунинский район        | [ ГС 71 ] |
| 72 | Стародымов Дмитрий Петрович             | 1932—1976               | Дояр колхоза «За коммунизм» Наровчатского района Пензенской области | 22.03.1966      | сельхоз         | Наровчатский район     | [ ГС 72 ] |
| 73 | Степанова Пелагея Петровна              | 01.04.1923 — 30.11.1997 | Мастер Пензенского часового завода Министерства приборостроения, средств автоматизации и систем управления СССР                                                                                   | 02.07.1966      | приборостроение | Лунинский район        | [ ГС 73 ] |
| 74 | Стрекалина Евдокия Тимофеевна           | род. 03.11.1925         | Звеньевая Земетчинского свеклосовхоза Министерства пищевой промышленности СССР, Земетчинский район Пензенской области                                                                             | 18.05.1948      | сельхоз         | Земетчинский район     | [ ГС 74 ] |
| 75 | Суворова Марина Степановна              | 25.08.1916 — 23.02.2000 | Звеньевая Земетчинского свеклосовхоза Министерства пищевой промышленности СССР, Земетчинский район Пензенской области                                                                             | 18.05.1948      | сельхоз         | Земетчинский район     | [ ГС 75 ] |
| 76 | Суконников Александр Игнатьевич         | 23.02.1912 — 01.09.1985 | Бригадир колхоза «Трудовик» Неверкинского района Пензенской области | 02.04.1948      | сельхоз         | Неверкинский район     | [ ГС 76 ] |
| 77 | Суслина Мария Сергеевна                 | 05.12.1928 — 17.03.2009 | Звеньевая по откорму крупного рогатого скота совхоза «Россия» Земетчинского района Пензенской области                                                                                             | 08.04.1971      | сельхоз         | Земетчинский район     | [ ГС 77 ] |
| 78 | Тарасов Александр Петрович              | 28.01.1924 — 24.05.1984 | Машинист-инструктор локомотивного депо Пенза III Куйбышевской железной дороги, Пензенская область                                                                                                 | 04.05.1971      | транспорт       | Лунинский район        | [ ГС 78 ] |
| 79 | Тепцова Анастасия Степановна            | 01.07.1922 — 12.10.1991 | Звеньевая Земетчинского свеклосовхоза Министерства пищевой промышленности СССР, Земетчинский район Пензенской области                                                                             | 18.05.1948      | сельхоз         | Земетчинский район     | [ ГС 79 ] |
| 80 | Терёхина Евдокия Степановна             | 22.10.1922 — 10.01.2001 | Звеньевая колхоза имени Кирова Пензенского района Пензенской области | 30.04.1966      | сельхоз         | Бессоновский район     | [ ГС 80 ] |
| 81 | Токарева Александра Васильевна          | 26.07.1926 — 01.03.1992 | Свинарка Нижнеломовской межколхозной базы по откорму свиней, Пензенская область | 08.04.1971      | сельхоз         | Нижнеломовский район   | [ ГС 81 ] |
| 82 | Уткин Фёдор Матвеевич                   | 1907—1983               | Старший механик Земетчинского свеклосовхоза Министерства пищевой промышленности СССР, Земетчинский район Пензенской области                                                                       | 18.05.1948      | сельхоз         | Земетчинский район     | [ ГС 82 ] |
| 83 | Фатеева (Улитина) Матрёна Ивановна      | 21.11.1918 — 08.01.2015 | Бригадир полеводческой бригады Сталинского свеклосовхоза Соседского района Пензенской области | 18.05.1948      | сельхоз         | Земетчинский район     | [ ГС 83 ] |
| 84 | Фефёлова Раиса Александровна            | 22.11.1940 — 09.05.2018 | Наладчик Кузнецкого завода приборов и ферритов Министерства электронной промышленности, Пензенская область                                                                                        | 29.03.1976      | электронпром    | Кузнецкий район        | [ ГС 84 ] |
| 85 | Цирулёв Владимир Павлович               | 16.08.1925 — 30.12.2012 | Председатель колхоза «Гигант» Кузнецкого района Пензенской области | 29.08.1986      | сельхоз         | Кузнецкий район        | [ ГС 85 ] |
| 86 | Чайкина Екатерина Сергеевна             | 20.11.1913 — 27.01.1985 | Председатель колхоза «Борьба» Сердобского района Пензенской области | 07.03.1960      | сельхоз         | Сердобский район       | [ ГС 86 ] |
| 87 | Чернецов Иван Иванович                  | 12.10.1915 — 03.04.1988 | Генеральный директор научно-производственного объединения «Кристалл», директор Пензенского научно-исследовательского электротехнического института Министерства промышленности средств связи СССР | 29.03.1976      | радиопром       | Пензенский район       | [ ГС 87 ] |
| 88 | Чуйкова Мария Васильевна                | 14.05.1913 — ????       | Звеньевая Сталинского свеклосовхоза Министерства пищевой промышленности СССР, Соседский район Пензенской области                                                                                  | 18.05.1948      | сельхоз         | Земетчинский район     | [ ГС 88 ] |
| 89 | Шабаев Павел Васильевич                 | 19.01.1901 — 09.01.1977 | Председатель колхоза «Трудовик» Неверкинского района Пензенской области | 02.04.1948      | сельхоз         | Неверкинский район     | [ ГС 89 ] |
| 90 | Шамин Роман Васильевич                  | 23.09.1915 — 13.06.1989 | Директор совхоза «Большевик» Сердобского района Пензенской области | 23.06.1966      | сельхоз         | *Курская область       | [ ГС 90 ] |
| 91 | Шаролапова Таисия Фёдоровна             | 29.08.1925 — 18.10.2009 | Начальник сборочного цеха Пензенского часового завода Пензенского совнархоза | 07.03.1960      | приборостроение | Пенза                  | [ ГС 91 ] |
| 92 | Шкурова Валентина Николаевна            | 08.02.1902 — 04.08.1976 | Председатель семеноводческого колхоза «Доброволец» Лунинского района Пензенской области | 27.06.1950      | сельхоз         | Лунинский район        | [ ГС 92 ] |
| 93 | Шматков Фёдор Иванович                  | 1913 — 07.06.1948       | Управляющий отделением Земетчинского свеклосовхоза Министерства пищевой промышленности СССР, Земетчинский район Пензенской области                                                                | 18.05.1948      | сельхоз         | *Курская область       | [ ГС 93 ] |

## Уроженцы Пензенской области, удостоенные звания Героя Социалистического Труда в других регионах СССР
| № | Фамилия, имя, отчество    | Даты жизни              | Деятельность | Дата присвоения       | Отрасль       | Место рождения       | ГС       |
| - | ------------------------- | ----------------------- | --- | --------------------- | ------------- | -------------------- | -------- |
| 1 | Смирнов Леонид Васильевич | 16.04.1916 — 21.12.2001 | Председатель Государственного комитета Совета Министров СССР по оборонной технике — министр СССР, бывший директор завода №586; заместитель Председателя Совета Министров СССР, гор. Москва | 17.06.1961 06.10.1982 | госуправление | Кузнецк              | [ ГС 1 ] |
| 2 | Юрьев Василий Яковлевич   | 20.02.1879 — 08.02.1962 | Действительный член Академии наук Украинской ССР, директор Института генетики и селекции АН Украинской ССР; почётный академик Всесоюзной академии сельскохозяйственных наук имени В. И. Ленина, директор Украинского научно-исследовательского института растениеводства, селекции и генетики АН Украинской ССР, гор. Харьков | 15.05.1954 29.06.1959 | сельхоз       | Нижнеломовский район | [ ГС 2 ] |

| №   | Фамилия, имя, отчество               | Даты жизни              | Деятельность | Дата присвоения | Отрасль            | Место рождения         | ГС         |
| --- | ------------------------------------ | ----------------------- | --- | --------------- | ------------------ | ---------------------- | ---------- |
| 1   | Агапов Иван Тимофеевич               | 03.03.1923 — 1996       | Первый секретарь Кировского райкома КПСС, Приморский край | 09.03.1966      | госуправление      | Никольский район       | [ ГС 3 ]   |
| 2   | Агапов Николай Андреевич             | 26.11.1911 — 03.05.1985 | Минёр восстановительного железнодорожного батальона | 05.11.1943      | транспорт          | Белинский район        | [ ГС 4 ]   |
| 3   | Алёшин Александр Васильевич          | 18.07.1918 — 19.04.2001 | Шофёр Ивантеевского грузового автотранспортного предприятия Министерства автомобильного транспорта РСФСР, Московская область                                                                                               | 04.05.1971      | транспорт          | Наровчатский район     | [ ГС 5 ]   |
| 4   | Аношина Александра Васильевна        | 20.12.1931 — 26.02.2018 | Прессовщица кирпичного завода № 2 Волгоградского комбината силикатных строительных материалов Министерства промышленности строительных материалов РСФСР                                                                    | 07.05.1971      | промстройматериалы | Башмаковский район     | [ ГС 6 ]   |
| 5   | Ануфриев Георгий Иванович            | 02.1940 — 26.02.2010    | Слесарь-сборщик Куйбышевского авиационного завода Министерства авиационной промышленности СССР | 26.03.1979      | машиностроение     |                        | [ ГС 7 ]   |
| 6   | Артамонов Владимир Александрович     | 14.07.1924 — 10.07.2010 | Первый секретарь Криворожского горкома Компартии Украины, Днепропетровская область | 30.03.1971      | госуправление      | Нижнеломовский район   | [ ГС 8 ]   |
| 7   | Балакин Николай Иванович             | 09.02.1928 — 09.01.2003 | Комбайнёр Усть-Лабинской МТС Краснодарского края | 27.06.1952      | сельхоз            | Каменский район        | [ ГС 9 ]   |
| 8   | Баширин Иван Степанович              | 19.01.1921 — 09.04.1993 | Директор учебно-опытного хозяйства «Оёкское» Иркутского сельскохозяйственного института | 05.12.1985      | сельхоз            | Никольский район       | [ ГС 10 ]  |
| 9   | Белошейкина Анна Николаевна          | 03.04.1936 — 30.09.2021 | Старшая регулировщица Уральского асбестового горно-обогатительного комбината имени 50-летия СССР Министерства промышленности строительных материалов СССР, гор. Асбест Свердловской области                                | 19.03.1981      | промстройматериалы | Бековский район        | [ ГС 11 ]  |
| 10  | Бизин Николай Петрович               | 12.12.1928 — 1991       | Проходчик горных выработок шахты «Чертинская-Южная» треста «Беловуголь» комбината «Кузбассуголь» Министерства угольной промышленности СССР, Кемеровская область                                                            | 29.06.1966      | углепром           | Сосновоборский район   | [ ГС 12 ]  |
| 11  | Боровков Владимир Иванович           | 1931—2011               | Бригадир Судостроительного завода № 199 имени Ленинского комсомола Министерства судостроительной промышленности СССР, гор. Комсомольск-на-Амуре Хабаровского края                                                          | 25.07.1966      | машиностроение     | Нижнеломовский район   | [ ГС 13 ]  |
| 12  | Бортников Иван Николаевич            | 31.08.1912 — 24.05.1978 | Директор Электромеханического завода Министерства среднего машиностроения СССР, гор. Зеленогорск, Красноярский край | 24.12.1970      | атомпром           | Белинский район        | [ ГС 14 ]  |
| 13  | Будеркин Пётр Васильевич             | 07.04.1924 — 22.11.2004 | Директор Омского шинного завода Министерства нефтеперерабатывающей и нефтехимической промышленности СССР | 29.04.1976      | нефтехимпром       | Белинский район        | [ ГС 15 ]  |
| 14  | Булушев Семён Фёдорович              | 18.04.1912 — 24.11.1993 | Заместитель директора по научной части Государственного института прикладной химии Министерства химической промышленности СССР, гор. Ленинград                                                                             | 28.05.1966      | химпром            | Башмаковский район     | [ ГС 16 ]  |
| 15  | Бурденко Николай Нилович             | 03.06.1876 — 11.11.1946 | Главный хирург Красной Армии, академик Академии наук СССР, генерал-лейтенант медицинской службы, гор. Москва | 08.05.1943      | наука              | Каменский район        | [ ГС 17 ]  |
| 16  | Бутузов Георгий Константинович       | 05.05.1916 — 06.12.1983 | Директор совхоза «Темп» Ртищевского района Саратовской области | 20.11.1958      | сельхоз            | Тамалинский район      | [ ГС 18 ]  |
| 17  | Буянин Григорий Григорьевич          | 24.07.1924 — 30.07.1989 | Бригадир слесарей-монтажников Асбестовского монтажного управления треста «Союзшахтоспецмонтаж» Министерства монтажных и специальных строительных работ СССР, Свердловская область                                          | 07.05.1971      | строительство      | Нижнеломовский район   | [ ГС 19 ]  |
| 18  | Власов Пётр Алексеевич               | 10.11.1915 — 1988       | Директор Днепродзержинского коксохимического завода имени С. Орджоникидзе Министерства чёрной металлургии Украинской ССР, Днепропетровская область                                                                         | 02.03.1981      | металлургия        | Сердобский район       | [ ГС 20 ]  |
| 19  | Волков Евгений Борисович             | 26.03.1923 — 11.03.2008 | Начальник Научно-исследовательского института № 4 Министерства обороны СССР, генерал-майор, Московская область | 12.08.1976      | оборона            | Пенза                  | [ ГС 21 ]  |
| 20  | Воробьёв Борис Михайлович            | 12.06.1922 — 17.08.2002 | Старший пилот-инспектор Таджикского управления гражданской авиации Министерства гражданской авиации СССР, гор. Душанбе | 13.05.1977      | транспорт          | Каменский район        | [ ГС 22 ]  |
| 21  | Вяльчин Иван Сергеевич               | 12.09.1924 — 27.05.1990 | Обмотчик электрического цеха Иркутской ТЭЦ № 1 Министерства энергетики и электрификации СССР | 20.04.1971      | энергетика         | Сосновоборский район   | [ ГС 23 ]  |
| 22  | Голованов Иван Милентьевич           | 1900 — 11.11.1978       | Забойщик шахты № 3 комбината «Востсибуголь» Министерства угольной промышленности восточных районов ССР, Иркутская область                                                                                                  | 28.08.1948      | углепром           |                        | [ ГС 24 ]  |
| 23  | Горбунов Иван Никифорович            | 23.09.1913 — 13.10.1989 | Директор совхоза «Петропавловский» Соколовского района Северо-Казахстанской области | 22.03.1966      | сельхоз            | Камешкирский район     | [ ГС 25 ]  |
| 24  | Гринюк Александр Максимович          | 02.12.1914 — 20.08.1985 | Начальник цеха Новомосковского химического завода имени В. И. Ленина Министерства химической промышленности СССР, Тульская область                                                                                         | 20.04.1971      | химпром            | Земетчинский район     | [ ГС 26 ]  |
| 25  | Дробышева Валентина Алексеевна       | 08.07.1924 — 12.07.2003 | Бетонщица специального управления «Братскгэсстрой» Министерства энергетики и электрификации СССР, Иркутская область | 23.02.1966      | энергетика         | Сердобский район       | [ ГС 27 ]  |
| 26  | Егорова Полина Фёдоровна             | 18.10.1927 — 02.03.2021 | Директор средней школы № 52, гор. Москва | 27.06.1978      | образование        | Пенза                  | [ ГС 28 ]  |
| 27  | Ерофеева Анастасия Фёдоровна         | 02.04.1942 — 16.05.2015 | Прядильщица Ивановского меланжевого комбината имени К. И. Фролова Министерства текстильной промышленности РСФСР, Ивановская область                                                                                        | 31.12.1973      | легпром            | Башмаковский район     | [ ГС 29 ]  |
| 28  | Ефимов Дмитрий Васильевич            | 15.02.1925 — 23.08.1987 | Старший мастер завода «Ростсельмаш» Министерства тракторного и сельскохозяйственного машиностроения СССР, гор. Ростов-на-Дону                                                                                              | 05.04.1971      | машиностроение     | Вадинский район        | [ ГС 30 ]  |
| 29  | Жаркова Анна Петровна                | 25.08.1918 — 23.09.1994 | Дежурная по станции Африканда Кировской железной дороги, Мурманская область | 05.11.1943      | транспорт          | Сосновоборский район   | [ ГС 31 ]  |
| 30  | Жирнов Иван Яковлевич                | 17.10.1891 — 23.02.1963 | Бригадир конного завода № 23, Починковский район Горьковской области | 10.07.1952      | сельхоз            | Сердобский район       | [ ГС 32 ]  |
| 31  | Жирнов Сергей Яковлевич              | 1923 — ????             | Старший оператор Ферганского нефтеперерабатывающего завода имени 40-летия Узбекистана Министерства нефтеперерабатывающей и нефтехимической промышленности СССР                                                             | 20.04.1971      | нефтехимпром       |                        |            |
| 32  | Жукова Татьяна Яковлевна             | 22.01.1914 — 04.02.2006 | Телятница совхоза «Заречный» Ленинского района Северо-Казахстанской области | 22.03.1966      | сельхоз            | Нижнеломовский район   | [ ГС 33 ]  |
| 33  | Журлов Павел Васильевич              | 16.06.1934 — 18.09.2023 | Аппаратчик завода разделения изотопов Сибирского химического комбината Министерства среднего машиностроения СССР, Томская область                                                                                          | 08.06.1977      | атомпром           | Малосердобинский район | [ ГС 34 ]  |
| 34  | Земдиханова Варвара Васильевна       | 27.09.1921 — 02.05.2018 | Доярка колхоза «Тулома» Кольского района Мурманской области | 22.03.1966      | сельхоз            |                        | [ ГС 35 ]  |
| 35  | Земскова Мария Васильевна            | 10.10.1931 — 15.03.1990 | Свинарка колхоза «Правда» Барышского района Ульяновской области | 22.03.1966      | сельхоз            | Сосновоборский район   | [ ГС 36 ]  |
| 36  | Земцов Пётр Дмитриевич               | 23.04.1926 — 24.04.1992 | Старший плавильщик Челябинского электрометаллургического комбината Министерства чёрной металлургии СССР | 30.03.1971      | металлургия        | Каменский район        | [ ГС 37 ]  |
| 37  | Зинина Клавдия Васильевна            | род. 11.12.1929         | Свинарка совхоза «Пионер» Шигонского района Куйбышевской области | 08.04.1971      | сельхоз            |                        | [ ГС 38 ]  |
| 38  | Золотарёв Константин Яковлевич       | 17.10.1905 — 15.12.1983 | Старший машинист паровозного депо Узловая Московско-Курско-Донбасской железной дороги, Тульская область | 01.08.1959      | транспорт          | Бессоновский район     | [ ГС 39 ]  |
| 39  | Золотов Алексей Николаевич           | 17.11.1917 — 04.05.2002 | Гарпунёр китобойного судна «Бравый» китобойной флотилии «Слава», Одесская область | 12.12.1960      | рыбпром            | Башмаковский район     | [ ГС 40 ]  |
| 40  | Иноземцев Алексей Михайлович         | 13.03.1912 — 27.10.1967 | Сталевар мартеновского цеха Белорецкого металлургического завода Башкирского совнархоза | 19.07.1958      | металлургия        | Наровчатский район     | [ ГС 41 ]  |
| 41  | Карасёв Владимир Якумович            | 15.04.1900 — 1967       | Токарь-наладчик Машиностроительного и металлургического Кировского завода Министерства оборонной промышленности СССР, гор. Ленинград                                                                                       | 21.06.1957      | оборонпром         | Пенза                  | [ ГС 42 ]  |
| 42  | Карманов Александр Фёдорович         | 18.01.1931 — 20.08.1994 | Бригадир горнорабочих очистного забоя шахты № 7 треста «Востокуголь» комбината «Воркутауголь» Министерства угольной промышленности СССР, Коми АССР                                                                         | 29.06.1966      | углепром           | Кузнецкий район        | [ ГС 43 ]  |
| 43  | Карпинский Вячеслав Алексеевич       | 16.01.1880 — 20.03.1965 | Член КПСС с 1898 года, старейший работник партийной и советской печати, гор. Москва | 04.05.1962      | печать             | Пенза                  | [ ГС 44 ]  |
| 44  | Козлов Василий Тихонович             | 24.10.1931 — 15.12.1998 | Старший мастер по добыче рыбы рыболовного траулера «Веха» Мурманского тралового флота Министерства рыбного хозяйства СССР                                                                                                  | 23.01.1974      | рыбпром            | Шемышейский район      | [ ГС 45 ]  |
| 45  | Кокорин Пётр Иванович                | 05.10.1902 — 1985       | Управляющий трестом «Сталинуголь» комбината «Кузбассуголь» Министерства угольной промышленности восточных районов СССР, Кемеровская область                                                                                | 28.08.1948      | углепром           | Неверкинский район     | [ ГС 46 ]  |
| 46  | Колобов Николай Романович            | 25.07.1907 — 13.09.1999 | Начальник станции Рыбное Московско-Рязанской железной дороги, Рязанская область | 05.11.1943      | транспорт          | Пенза                  | [ ГС 47 ]  |
| 47  | Кондратьев Алексей Филиппович        | 1903 — ????             | Бригадир плотников 2-го строительного участка треста «Южтрансстрой» Министерства транспортного строительства СССР, гор. Харьков                                                                                            | 09.08.1958      | строительство      |                        |            |
| 48  | Копылов Иван Васильевич              | 06.07.1926 — 18.04.2017 | Токарь-расточник судоремонтно-судостроительного завода имени Ленина Волжского нефтеналивного речного пароходства «Волготанкер» Министерства речного флота РСФСР, гор. Астрахань                                            | 02.04.1981      | транспорт          | Нижнеломовский район   | [ ГС 48 ]  |
| 49  | Королёва Варвара Николаевна          | 1914 — ????             | Рабочая семеноводческого совхоза «Лабинский» Министерства совхозов СССР, Лабинский район Краснодарского края | 17.08.1950      | сельхоз            |                        | [ ГС 49 ]  |
| 50  | Коршунов Павел Иванович              | 01.03.1907 — 31.03.1987 | Командир 77-го отдельного строительно-путевого железнодорожного батальона 5-й отдельной железнодорожной бригады, майор | 05.11.1943      | транспорт          | Наровчатский район     | [ ГС 50 ]  |
| 51  | Кудряшёв Алексей Павлович            | 1930—1993               | Бригадир малой комплексной бригады Хандагатайского леспромхоза Министерства лесной, целлюлозно-бумажной и деревообрабатывающей промышленности СССР, Улан-Удэнский район Бурятской АССР                                     | 17.09.1966      | леспром            |                        | [ ГС 51 ]  |
| 52  | Кузьмин Евгений Андреевич            | 1913 — 13.01.1991       | Первый секретарь Оренбургского райкома КПСС, Оренбургская область | 29.11.1968      | госуправление      | Кузнецкий район        | [ ГС 52 ]  |
| 53  | Кукланова Екатерина Парфирьевна      | род. 17.01.1924         | Управляющая отделением Бургун-Маджарского виноградарского совхоза Министерства пищевой промышленности РСФСР, Левокумский район Ставропольского края                                                                        | 26.04.1971      | пищепром           | Сердобский район       | [ ГС 53 ]  |
| 54  | Липатов Тимофей Иванович             | 15.03.1888 — 01.05.1959 | Заместитель командира крейсера «Аврора», гор. Ленинград | 21.06.1957      | оборона            | Земетчинский район     | [ ГС 54 ]  |
| 55  | Лифшиц Михаил Ильич                  | 24.01.1914 — 18.02.1987 | Заместитель главного конструктора ОКБ-52 Государственного комитета по авиационной технике СССР, Московская область | 28.04.1963      | машиностроение     | Пенза                  | [ ГС 55 ]  |
| 56  | Лищенко Александра Максимовна        | 14.12.1918 — 23.08.1990 | Зоотехник колхоза «12-й Октябрь» Костромского района Костромской области | 26.08.1953      | сельхоз            | Мокшанский район       | [ ГС 56 ]  |
| 57  | Лохин Иван Павлович                  | 23.09.1926 — 05.07.2007 | Старший оператор Новокуйбышевского нефтеперерабатывающего комбината Министерства нефтеперерабатывающей и нефтехимической промышленности СССР, Куйбышевская область                                                         | 28.05.1966      | нефтехимпром       | Каменский район        | [ ГС 57 ]  |
| 58  | Лычагин Сергей Павлович              | 1918 — 08.10.1985       | Комбайнёр совхоза «Восточный» Адамовского района Чкаловской области | 11.01.1957      | сельхоз            | Бековский район        | [ ГС 58 ]  |
| 59  | Макаров Владимир Сергеевич           | 1922 — ????             | Машинист локомотивного депо Кандалакша Кировской железной дороги, Мурманская область | 01.08.1959      | транспорт          | Сердобский район       | [ ГС 59 ]  |
| 60  | Маков Константин Николаевич          | 27.12.1905 — 17.04.1993 | Директор комбината № 11 Министерства среднего машиностроения СССР, гор. Кара-Балта Киргизской ССР | 07.03.1962      | атомпром           | Вадинский район        | [ ГС 60 ]  |
| 61  | Максимов Николай Дмитриевич          | 05.11.1916 — 10.06.1992 | Звеньевой зернового совхоза «Канский» Министерства совхозов СССР, Канский район Красноярского края | 18.06.1949      | сельхоз            | Сосновоборский район   | [ ГС 61 ]  |
| 62  | Малёв Иван Амплеевич                 | 22.11.1910 — 22.12.1978 | Старший агроном Кузнецкой МТС Кузнецкого района Кемеровской области | 06.03.1948      | сельхоз            | Кузнецкий район        | [ ГС 62 ]  |
| 63  | Мартынов Павел Ефимович              | 06.08.1922 — 08.06.1998 | Директор шахты № 32 комбината «Воркутауголь» Министерства угольной промышленности СССР, Коми АССР | 30.03.1971      | углепром           | Кузнецкий район        | [ ГС 63 ]  |
| 64  | Мелехин Сергей Тихонович             | 15.05.1936 — 23.02.2018 | Оператор поста управления Нижнетагильского металлургического комбината имени В. И. Ленина Министерства чёрной металлургии СССР, Свердловская область                                                                       | 29.04.1986      | металлургия        | Земетчинский район     | [ ГС 64 ]  |
| 65  | Мещеряков Алексей Владимирович       | 08.03.1910 — 05.02.1987 | Главный инженер Московского машиностроительного завода «Опыт» Министерства авиационной промышленности СССР | 22.09.1972      | машиностроение     | Никольский район       | [ ГС 65 ]  |
| 66  | Мещеряков Иван Васильевич            | 01.09.1922 — 28.09.2012 | Заместитель начальника Центрального научно-исследовательского института космических средств Министерства обороны СССР по научной работе, гор. Москва                                                                       | 17.10.1975      | оборона            | Каменский район        | [ ГС 66 ]  |
| 67  | Мясникова Анастасия Тихоновна        | 1901—1990               | Бригадир племенного молочного совхоза «Омский» № 54 Министерства совхозов СССР, Омский район Омской области | 01.12.1949      | сельхоз            |                        | [ ГС 67 ]  |
| 68  | Никифоров Григорий Александрович     | 06.01.1918 — 31.10.2011 | Ведущий лётчик-испытатель Государственного научно-исследовательского института гражданской авиации Министерства гражданской авиации СССР, гор. Москва                                                                      | 15.06.1971      | транспорт          | Кузнецк                | [ ГС 68 ]  |
| 69  | Обухов Алексей Иванович              | род. 1939               | Бригадир горнорабочих очистного забоя шахты «Анадырская» производственного объединения «Северовостокуголь» Министерства угольной промышленности СССР, Чукотский автономный округ Магаданской области                       | 29.04.1986      | углепром           | Земетчинский район     | [ ГС 69 ]  |
| 70  | Овчинников Василий Сергеевич         | 05.03.1920 — 1983       | Старший печевой обжигово-восстановительного цеха комбината «Южуралникель» Оренбургского совнархоза | 09.06.1961      | металлургия        | Лунинский район        | [ ГС 70 ]  |
| 71  | Оржевский Владимир Иванович          | 01.05.1910 — 25.01.1985 | Директор Саратовского завода технического стекла Министерства промышленности строительных материалов РСФСР | 09.01.1975      | промстройматериалы | Шемышейский район      | [ ГС 71 ]  |
| 72  | Орлов Александр Семёнович            | 1885—1956               | Директор хлопкового совхоза «Пахта-Арал» Ильичёвского района Южно-Казахстанской области | 27.05.1948      | сельхоз            | Лопатинский район      | [ ГС 72 ]  |
| 73  | Орлов Михаил Павлович                | 21.12.1928 — 20.04.1994 | Бригадир слесарей-монтажников обогатительной фабрики № 2 треста «Якуталмаз», Якутская АССР | 28.05.1960      | металлургия        | Камешкирский район     | [ ГС 73 ]  |
| 74  | Орлов Фёдор Александрович            | 1908 — ????             | Управляющий отделением хлопкосовхоза «Пахта-Арал» Ильичёвского района Южно-Казахстанской области | 08.06.1957      | сельхоз            | Лопатинский район      | [ ГС 74 ]  |
| 75  | Осипов Василий Тимофеевич            | 10.01.1906 — 19.06.1984 | Начальник военного отдела службы движения Куйбышевской железной дороги | 05.11.1943      | транспорт          | Лунинский район        | [ ГС 75 ]  |
| 76  | Пахалкин Александр Андреевич         | 05.03.1922 — 15.08.1995 | Бригадир монтажников монтажно-строительного управления треста «Сибхиммонтаж» Министерства среднего машиностроения СССР, Красноярский край                                                                                  | 29.07.1966      | атомпром           | Каменский район        | [ ГС 76 ]  |
| 77  | Пивикова Вера Васильевна             | 18.06.1916 — 06.03.2000 | Бригадир рабочих Барнаульского мясокомбината Министерства мясной и молочной промышленности РСФСР, Алтайский край | 26.04.1971      | пищепром           | Башмаковский район     | [ ГС 77 ]  |
| 78  | Полубаров Михаил Алексеевич          | 1923 — 01.09.1990       | Строгальщик Чапаевского механического завода Министерства машиностроения СССР, Куйбышевская область | 26.04.1971      | оборонпром         |                        | [ ГС 78 ]  |
| 79  | Поляков Александр Сергеевич          | 20.11.1922 — 29.09.1986 | Командир корабля Ил-18 254-го лётного отряда Управления полярной авиации гражданского воздушного флота Главного управления гражданского воздушного флота при Совете Министров СССР, гор. Москва                            | 10.07.1962      | транспорт          | Мокшанский район       | [ ГС 79 ]  |
| 80  | Пономарёв Семён Матвеевич            | 23.01.1928 — 02.03.2016 | Звеньевой совхоза «Краснопольский» Углегорского района Сахалинской области | 11.12.1973      | сельхоз            | Каменский район        | [ ГС 80 ]  |
| 81  | Прибыльнов Владимир Яковлевич        | 1929—1997               | Машинист экскаватора Красногорского карьера комбината «Кузбасскарьеруголь» Министерства угольной промышленности СССР, Кемеровская область                                                                                  | 29.06.1966      | углепром           | Бессоновский район     | [ ГС 81 ]  |
| 82  | Провкин Ефим Денисович               | 18.01.1903 — 30.04.1971 | Директор Чеботарихинской МТС Куйтунского района Иркутской области | 11.01.1957      | сельхоз            | Бессоновский район     | [ ГС 82 ]  |
| 83  | Просвирнин Виктор Степанович         | род. 23.08.1938         | Бригадир машинистов машин вытягивания стекла Саратовского завода технического стекла Министерства промышленности строительных материалов РСФСР                                                                             | 19.03.1981      | промстройматериалы | Малосердобинский район | [ ГС 83 ]  |
| 84  | Редин Семён Афанасьевич              | 1915 — 06.06.1998       | Старший зоотехник свиноводческого совхоза «Канаш» Министерства совхозов СССР, Шенталинский район Куйбышевской области | 03.12.1949      | сельхоз            | Башмаковский район     | [ ГС 84 ]  |
| 85  | Робустов Геннадий Васильевич         | 09.03.1929 — 15.01.2005 | Бригадир комплексной бригады управления «Автозаводстрой» Куйбышевгидростроя Министерства энергетики и электрификации СССР, Куйбышевская область                                                                            | 29.12.1973      | энергетика         | Лунинский район        | [ ГС 85 ]  |
| 86  | Родионов Владимир Яковлевич          | 26.04.1929 — 03.06.1977 | Бригадир тракторной бригады совхоза «Урожайный» Озинского района Саратовской области | 11.01.1957      | сельхоз            | Сердобский район       | [ ГС 86 ]  |
| 87  | Родникова Анна Андреевна             | 1920—1965               | Звеньевая семеноводческого колхоза «Льновод» Маслянинского района Новосибирской области | 20.03.1949      | сельхоз            |                        | [ ГС 87 ]  |
| 88  | Рыбаков Николай Ефремович            | 1918 — 10.09.1984       | Машинист экскаватора строительного управления механизированных работ № 5 Куйбышевгидростроя Министерства энергетики и электрификации СССР, Оренбургская область                                                            | 11.12.1974      | энергетика         | Малосердобинский район | [ ГС 88 ]  |
| 89  | Сантылов Иван Павлович               | 23.10.1915 — 1986       | Начальник цеха нефтеперерабатывающего завода имени С. М. Кирова Саратовского совнархоза | 19.03.1959      | нефтехимпром       | Бековский район        | [ ГС 89 ]  |
| 90  | Саулькин Павел Фёдорович             | 21.06.1928 — 23.03.2005 | Председатель колхоза «40 лет Октября» Чиназского района Ташкентской области | 24.07.1986      | сельхоз            | Шемышейский район      | [ ГС 90 ]  |
| 91  | Сенчук Анна Ивановна                 | 05.05.1934 — 17.12.1999 | Звеньевая колхоза «Красный Октябрь» Октябрьского района Приморского края | 08.04.1971      | сельхоз            |                        | [ ГС 91 ]  |
| 92  | Сергиевский Константин Александрович | 18.11.1914 — 28.09.1994 | Директор Казанского завода точного машиностроения имени М. И. Калинина Министерства машиностроения СССР, Татарская АССР | 26.04.1971      | оборонпром         | Городищенский район    | [ ГС 92 ]  |
| 93  | Серебренников Михаил Александрович   | 29.09.1911 — 28.07.1982 | Старший механик семеноводческого совхоза «Сибиряк» Министерства совхозов СССР, Тулунский район Иркутской области | 03.05.1948      | сельхоз            | Белинский район        | [ ГС 93 ]  |
| 94  | Синягин Гавриил Дмитриевич           | 1888 — 30.03.1955       | Председатель колхоза имени Ворошилова Бородулихинского района Семипалатинской области | 19.03.1947      | сельхоз            | Сердобский район       | [ ГС 94 ]  |
| 95  | Скворцов Иван Павлович               | 1922 — ????             | Председатель колхоза «Луч Востока» Талгарского района Алма-Атинской области | 10.12.1973      | сельхоз            | Вадинский район        | [ ГС 95 ]  |
| 96  | Слепов Иван Васильевич               | 1911 — ????             | Бригадир столяров гидротехнического управления треста «Камчатрыбстрой» Камчатского совнархоза | 09.08.1958      | строительство      | Колышлейский район     | [ ГС 96 ]  |
| 97  | Смолин Тихон Иванович                | 1910 — ????             | Звеньевой колхоза «Победа» Георгиевского района Южно-Казахстанской области | 20.05.1949      | сельхоз            | Земетчинский район     | [ ГС 97 ]  |
| 98  | Соустин Василий Фёдорович            | 05.01.1904 — 13.04.1994 | Конструктор Московского электролампового завода Московского городского совнархоза | 10.09.1957      | электропром        | Мокшанский район       | [ ГС 98 ]  |
| 99  | Софьин Николай Степанович            | род. 25.09.1938         | Спекальщик Павлодарского алюминиевого завода Министерства цветной металлургии СССР | 29.04.1986      | металлургия        | Мокшанский район       | [ ГС 99 ]  |
| 100 | Сусляков Николай Леонтьевич          | 28.12.1921 — 24.12.1995 | Литейщик Ковровского завода имени В. А. Дегтярёва Министерства оборонной промышленности СССР, Владимирская область | 11.01.1974      | оборонпром         | Сердобский район       | [ ГС 100 ] |
| 101 | Терешкин Дмитрий Алексеевич          | 26.11.1918 — 10.09.1992 | Начальник Павлоградской комплексной геологоразведочной экспедиции треста «Днепрогеология» Министерства геологии Украинской ССР, Днепропетровская область                                                                   | 20.04.1971      | геология           | Тамалинский район      | [ ГС 101 ] |
| 102 | Туманов Константин Иванович          | род. 15.09.1931         | Машинист экскаватора прииска «Комсомольский» объединения «Северовостокзолото» Министерства цветной металлургии СССР, Чаунский район Чукотского национального округа Магаданской области                                    | 30.03.1971      | металлургия        | Башмаковский район     | [ ГС 102 ] |
| 103 | Тюков Трифон Петрович                | 01.02.1913 — 30.09.1984 | Машинист турбины Ферганской ТЭЦ имени В. И. Ленина Министерства энергетики и электрификации СССР | 20.04.1971      | энергетика         | Лопатинский район      | [ ГС 103 ] |
| 104 | Тюлин Георгий Александрович          | 09.12.1914 — 22.04.1990 | Директор Государственного союзного головного научно-исследовательского института № 88 Государственного комитета Совета Министров СССР по оборонной технике, генерал-майор инженерно-технической службы, Московская область | 17.06.1961      | машиностроение     | Пенза                  | [ ГС 104 ] |
| 105 | Уланов Константин Егорович           | 22.10.1929 — 2003       | Слесарь завода «Ростсельмаш» производственного объединения «Ростсельмаш» Министерства тракторного и сельскохозяйственного машиностроения СССР, гор. Ростов-на-Дону                                                         | 11.02.1981      | машиностроение     | Лопатинский район      | [ ГС 105 ] |
| 106 | Урусов Константин Васильевич         | 1915 — ????             | Директор Киевского завода «Красный экскаватор» Министерства строительного, дорожного и коммунального машиностроения СССР                                                                                                   | 23.07.1966      | машиностроение     | Пенза                  |            |
| 107 | Федосеев Алексей Фролович            | 13.03.1913 — 11.02.1978 | Главный конструктор Московского агрегатного завода «Дзержинец» Министерства авиационной промышленности СССР | 22.07.1966      | машиностроение     | Шемышейский район      | [ ГС 106 ] |
| 108 | Федотов Андрей Никифорович           | 1910 — ????             | Старший механик 2-й Сталинабадской МТС Сталинабадской области | 26.06.1951      | сельхоз            |                        |            |
| 109 | Филатов Борис Васильевич             | 28.12.1919 — 13.05.1997 | Председатель колхоза «Маяк революции» Курганинского района Краснодарского края | 22.03.1966      | сельхоз            | Тамалинский район      | [ ГС 107 ] |
| 110 | Филатов Владимир Петрович            | 27.02.1875 — 30.10.1956 | Основатель научной школы офтальмологов, академик Академии медицинских наук СССР и Академии наук Украинской ССР, Одесская область                                                                                           | 15.07.1950      | наука              | Лунинский район        | [ ГС 108 ] |
| 111 | Финаев Алексей Петрович              | 1904 — ????             | Старший зоотехник каракулеводческого совхоза «Таласский» Министерства совхозов СССР, Таласский район Джамбулской области                                                                                                   | 01.12.1949      | сельхоз            | Пачелмский район       | [ ГС 109 ] |
| 112 | Хвальков Николай Матвеевич           | 1927 — 13.04.1991       | Старший плавильщик Челябинского электрометаллургического комбината Министерства чёрной металлургии СССР | 22.03.1966      | металлургия        | Белинский район        | [ ГС 110 ] |
| 113 | Червяков Дмитрий Иванович            | 07.06.1922 — 19.09.2020 | Токарь Минского производственно-технического объединения имени В. И. Ленина Министерства радиопромышленности СССР | 16.01.1974      | радиопром          | Сердобский район       | [ ГС 111 ] |
| 114 | Чижов Анатолий Алексеевич            | 15.06.1934 — 04.08.2021 | Директор Куйбышевского завода «Прогресс» Министерства общего машиностроения СССР | 10.10.1988      | машиностроение     | Каменский район        | [ ГС 112 ] |
| 115 | Чобанова Нина Александровна          | 26.03.1926 — 16.01.2015 | Заведующая фермой колхоза «Ленинский луч» Красногорского района Московской области | 08.04.1971      | сельхоз            | Тамалинский район      | [ ГС 113 ] |
| 116 | Штрейс Раиса Ивановна                | 24.02.1929 — 31.12.2013 | Генеральный директор производственного объединения «Лето» Тосненского района Ленинградской области | 28.12.1988      | сельхоз            | Пензенский район       | [ ГС 114 ] |
| 117 | Шутков Геннадий Алексеевич           | 27.06.1936 — 11.01.1995 | Генеральный директор производственного объединения «Ижорский завод» имени А. А. Жданова Министерства энергетического машиностроения СССР, гор. Ленинград                                                                   | 22.12.1986      | машиностроение     | Белинский район        | [ ГС 115 ] |
| 118 | Якунин Иван Егорович                 | 1929 — ????             | Тракторист-комбайнёр совхоза имени Панфилова Октябрьского района Кустанайской области | 23.06.1966      | сельхоз            | Городищенский район    | [ ГС 116 ] |

## Герои Социалистического Труда, прибывшие в Пензенскую область на постоянное проживание из других регионов
| № | Фамилия, имя, отчество       | Даты жизни              | Деятельность | Дата присвоения | Отрасль       | Место проживания | ГС       |
| - | ---------------------------- | ----------------------- | --- | --------------- | ------------- | ---------------- | -------- |
| 1 | Абдурашитов Маджит           | 26.07.1930 — ????       | Бригадир слесарей-монтажников Чирчикского монтажного управления «Промтехмонтаж» специализированного треста № 93 Министерства монтажных и специальных строительных работ Узбекской ССР, Ташкентская область | 08.02.1980      | строительство | Пенза            | [ ГС 1 ] |
| 2 | Дудорова Анна Ивановна       | 01.09.1918 — 16.04.2001 | Мастер Саранского комбината кручёных изделий «Сура» Министерства лёгкой промышленности РСФСР, Мордовская АССР                                                                                              | 05.04.1971      | легпром       | Пенза            | [ ГС 2 ] |
| 3 | Карпов Дмитрий Маркович      | 1913 — ????             | Председатель колхоза «Красный Октябрь» Балашовского района Саратовской области | 23.06.1966      | сельхоз       |                  | [ ГС 3 ] |
| 4 | Малушкова Зоя Александровна  | 21.12.1927 — 24.02.2005 | Доярка совхоза «Паласс» Ленинабадского района Таджикской ССР | 22.03.1966      | сельхоз       | Пензенский район | [ ГС 4 ] |
| 5 | Молчанова Клавдия Дмитриевна | 1916 — ????             | Звеньевая колхоза «НКВД» Октябрьского района Сталинабадской области | 01.03.1948      | сельхоз       |                  |          |